# Skolkovo (oblast de Moscou)

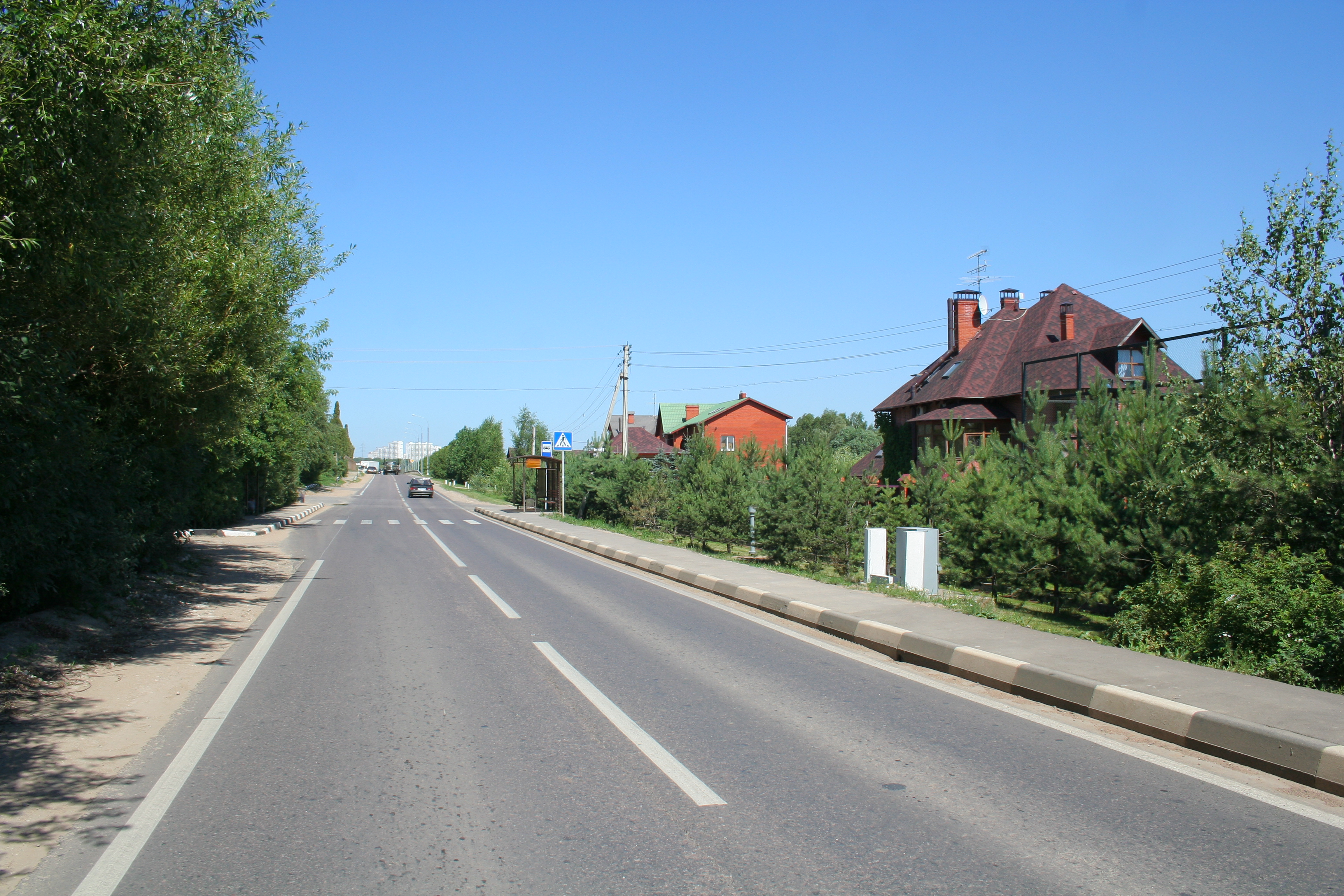
Route traversant Skolkovo.

Skolkovo (en russe : Ско́лково) est un village du raïon d'Odintsovo, dans l'oblast de Moscou, en Russie. Sa population s'élevait à 365 habitants en 2005.

## Géographie
Skolkovo se trouve à 2 kilomètres à l'ouest du MKAD, l'autoroute périphérique de Moscou.

## Histoire
Cette localité est connue à la suite de la décision du président russe Dmitri Medvedev en 2010 d'y aménager une école de management international et le plus important centre de recherche et développement du pays.

## Loisirs
La ville abrite un golf décrit comme « le club de golf et de loisirs le plus prestigieux et le plus prospère de la région de Moscou et, ce faisant, d'être comparable aux meilleurs clubs haut de gamme du monde ».
Le développement du golf a été confié à Jack Nicklaus en partenariat avec la société Millhouse Capital (en) de Roman Abramovitch,.